# Тукач Сергій Михайлович
Тукач Сергій Михайлович (нар. 22 серпня 1987 року в смт Марківці Ворошиловградської області УРСР) — український футболіст, воротар чернівецької «Буковини».
Виступав за дубль луганської «Зорі».
24 травня 2009 року на 78-й хвилині матчу «ІгроСервіса» проти ПФК «Олександрії» Тукач вийшов на заміну замість Віктора Горбатка як польовий гравець. Усього таких ігор в сезоні було 2.